# Elaeocarpus kaalensis
Elaeocarpus kaalensis là một loài thực vật có hoa trong họ Côm. Loài này được Däniker mô tả khoa học đầu tiên năm 1933.